# 玛卡珊站
玛卡珊站，又稱城市機場客運大樓車站，位於泰國首都曼谷拉差貼威縣的目甲訕區。曼谷的蘇凡納布機場之捷運工程於2010年8月23日全線通車，乘客可在此站使用約70個櫃檯來辦理登機手續，亦將會有70套行李檢測設備。並以天橋連接曼谷地鐵藍線的碧武里車站，方便乘客換乘。

## 车站构造
| L3                | 月台 | \| \| \| 城市线往素万那普（兰甘亨） \| \| 島式 · 開右邊车门 \| \| \| \| \| \| 不使用 \| \| \| \| 不使用 \| \| 島式 · 開右邊车门 \| \| \| \| \| \| 城市线往拍耶泰（叻猜巴洛） \| |
| L2                | 站厅 | 票务、客服中心、商业、换乘通道往 MRT 碧武里站 |
| L1                | 地面 | 停车场、巴士站 |
|                   |      | 城市线往素万那普（兰甘亨） |
| 島式 · 開右邊车门 |      | |
|                   |      | 不使用 |
|                   |      | 不使用 |
| 島式 · 開右邊车门 |      | |
|                   |      | 城市线往拍耶泰（叻猜巴洛） |

## 鄰近地點
- 飯店：
  - 曼谷皇宮飯店（Bangkok Palace Hotel）：位於碧武里新打路的三星飯店，門外曾經發生極大汽車爆炸意外。
  - 華美達飯店（Ramada D'MA Hotel）：位於碧武里新打路的四星飯店，門外曾經發生極大汽車爆炸意外。
  - 曼谷易思廷酒店（Eastin Hotel & Spa Bangkok）：位於碧武里新路的威提街之四星飯店，2008年被翻新。

## 外部連結
- 泰國國家鐵路局官方網頁（泰文或英文）
- 2008年4月拍攝目甲訕火車站的影像：早上人車爭路趕上班的情況
- 2008年12月拍攝目甲訕火車站的影像：車站的外圍環境、內部售票處及月臺、機車庫及高架機場鐵路橋